# Botetourt County
Botetourt County ist ein County im Bundesstaat Virginia der Vereinigten Staaten. Bei der Volkszählung im Jahr 2020 hatte das County 33.596 Einwohner und eine Bevölkerungsdichte von 23,9 Einwohner pro Quadratkilometer. Der Verwaltungssitz (County Seat) ist Fincastle. Das County gehört zu den Dry Countys, was bedeutet, dass der Verkauf von Alkohol eingeschränkt oder verboten ist.

## Geographie
Botetourt County liegt im Westen von Virginia, ist im Westen etwa 30 km von West Virginia entfernt und hat eine Fläche von 1414 Quadratkilometern, wovon acht Quadratkilometer Wasserfläche sind. Es grenzt im Uhrzeigersinn an folgende Countys: Rockbridge County, Bedford County, Roanoke County, Craig County und Alleghany County.

## Geschichte
Gebildet wurde es am 7. November 1769 aus Teilen des Augusta County und des Rockbridge County. Benannt wurde es nach Norborne Berkeley, 4. Baron Botetourt, besser bekannt Lord Botetourt, einem Gouverneur der Virginia-Kolonie.

## Demografische Daten

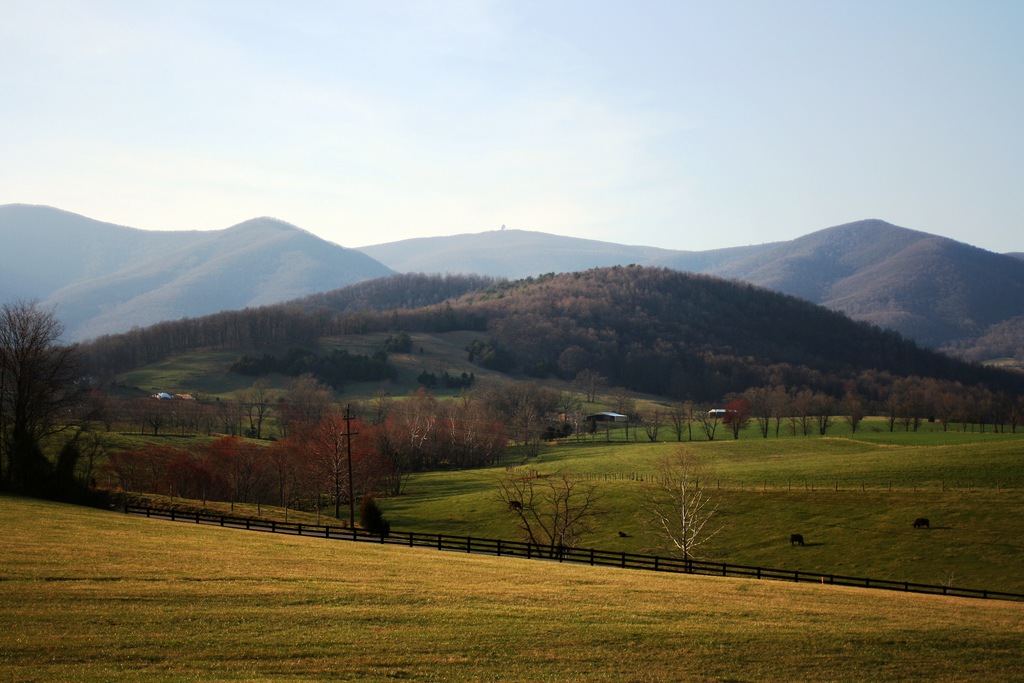
Blick auf den Apple Orchard Mountain von Süden

Alterspyramide des Botetourt County

Nach der Volkszählung im Jahr 2000 lebten im Botetourt County 30.496 Menschen in 11.700 Haushalten und 9.114 Familien. Die Bevölkerungsdichte betrug 22 Einwohner pro Quadratkilometer. Ethnisch betrachtet setzte sich die Bevölkerung zusammen aus 94,91 Prozent Weißen, 3,52 Prozent Afroamerikanern, 0,22 Prozent amerikanischen Ureinwohnern, 0,47 Prozent Asiaten und 0,19 Prozent aus anderen ethnischen Gruppen; 0,69 Prozent stammten von zwei oder mehr Ethnien ab. 0,59 Prozent der Bevölkerung waren spanischer oder lateinamerikanischer Abstammung.
Von den 11.700 Haushalten hatten 32,4 Prozent Kinder und Jugendliche unter 18 Jahre, die bei ihnen lebten. 67,8 Prozent waren verheiratete, zusammenlebende Paare, 7,0 Prozent waren allein erziehende Mütter, 22,1 Prozent waren keine Familien, 19,2 Prozent waren Singlehaushalte und in 7,6 Prozent lebten Menschen im Alter von 65 Jahren oder darüber. Die Durchschnittshaushaltsgröße betrug 2,56 und die durchschnittliche Familiengröße lag bei 2,92 Personen.
Auf das gesamte County bezogen setzte sich die Bevölkerung zusammen aus 23,4 Prozent Einwohnern unter 18 Jahren, 5,8 Prozent zwischen 18 und 24 Jahren, 28,9 Prozent zwischen 25 und 44 Jahren, 28,8 Prozent zwischen 45 und 64 Jahren und 13,2 Prozent waren 65 Jahre alt oder darüber. Das Durchschnittsalter betrug 41 Jahre. Auf 100 weibliche Personen kamen 99,7 männliche Personen. Auf 100 Frauen im Alter von 18 Jahren oder darüber kamen statistisch 98,4 Männer.

Das jährliche Durchschnittseinkommen eines Haushalts betrug 48.731 USD, das Durchschnittseinkommen der Familien betrug 55.125 USD. Männer hatten ein Durchschnittseinkommen von 37.182 USD, Frauen 25.537 USD. Das Prokopfeinkommen betrug 22.218 USD. 3,6 Prozent der Familien und 5,2 Prozent der Bevölkerung lebten unterhalb der Armutsgrenze. Davon waren 5,4 Prozent Kinder oder Jugendliche unter 18 Jahre und 6,5 Prozent waren Menschen über 65 Jahre.